# Championnats du monde d'Ironman 2011
Navigation
Édition précédente Édition suivante
Les championnats du monde d'Ironman 2011 se déroule le 8 octobre 2011 à Kailua-Kona dans l'État d'Hawaï. Ils sont organisés par la World Triathlon Corporation.

## Résultats du championnat du monde

### Hommes
| Pos.    | Temps           | Nom              | Pays           | Détail temps | Détail temps | Détail temps    | Détail temps | Détail temps    |
| Pos.    | Temps           | Nom              | Pays           | Natation     | T1           | Cyclisme        | T2           | Course à pied   |
| ------- | --------------- | ---------------- | -------------- | ------------ | ------------ | --------------- | ------------ | --------------- |
|         | 8 h 03 min 56 s | Craig Alexander  | Australie      | 51 min 56 s  | 1 min 56 s   | 4 h 24 min 05 s | 1 min 58 s   | 2 h 44 min 03 s |
|         | 8 h 09 min 11 s | Pete Jacobs      | Australie      | 51 min 38 s  | 1 min 57 s   | 4 h 31 min 01 s | 2 min 07 s   | 2 h 42 min 29 s |
|         | 8 h 11 min 07 s | Andreas Raelert  | Allemagne      | 51 min 58 s  | 2 min 04 s   | 4 h 26 min 52 s | 2 min 27 s   | 2 h 47 min 48 s |
| 4       | 8 h 12 min 58 s | Dirk Bockel      | Luxembourg     | 51 min 44 s  | 2 min 00 s   | 4 h 24 min 17 s | 1 min 54 s   | 2 h 53 min 03 s |
| 5       | 8 h 20 min 12 s | Timo Bracht      | Allemagne      | 53 min 37 s  | 1 min 42 s   | 4 h 35 min 07 s | 2 min 21 s   | 2 h 47 min 25 s |
| 6       | 8 h 21 min 07 s | Mike Aigroz      | Suisse         | 52 min 31 s  | 1 min 42 s   | 4 h 30 min 42 s | 2 min 05 s   | 2 h 54 min 07 s |
| 7       | 8 h 22 min 15 s | Raynard Tissink  | Afrique du Sud | 52 min 08 s  | 1 min 51 s   | 4 h 28 min 38 s | 3 min 02 s   | 2 h 56 min 36 s |
| 8       | 8 h 23 min 19 s | Andreas Böcherer | Allemagne      | 51 min 49 s  | 1 min 53 s   | 4 h 25 min 45 s | 2 min 09 s   | 3 h 01 min 43 s |
| 9       | 8 h 25 min 42 s | Luke McKenzie    | Australie      | 51 min 47 s  | 1 min 45 s   | 4 h 24 min 15 s | 2 min 01 s   | 3 h 05 min 54 s |
| 10      | 8 h 27 min 18 s | Faris Al-Sultan  | Allemagne      | 51 min 55 s  | 1 min 54 s   | 4 h 29 min 30 s | 2 min 19 s   | 3 h 01 min 40 s |
| Source: |                 |                  |                |              |              |                 |              |                 |

### Femmes
| Pos.     | Temps           | Nom                  | Pays            | Détail temps    | Détail temps | Détail temps    | Détail temps | Détail temps    |
| Pos.     | Temps           | Nom                  | Pays            | Natation        | T1           | Cyclisme        | T2           | Course à pied   |
| -------- | --------------- | -------------------- | --------------- | --------------- | ------------ | --------------- | ------------ | --------------- |
|          | 8 h 55 min 08 s | Chrissie Wellington  | Grande-Bretagne | 1 h 01 min 03 s | 2 min 05 s   | 4 h 56 min 53 s | 2 min 26 s   | 2 h 52 min 41 s |
|          | 8 h 57 min 57 s | Mirinda Carfrae      | Australie       | 57 min 17 s     | 1 min 54 s   | 5 h 04 min 16 s | 2 min 21 s   | 2 h 52 min 09 s |
|          | 9 h 03 min 29 s | Leanda Cave          | Grande-Bretagne | 53 min 54 s     | 2 min 03 s   | 4 h 58 min 41 s | 2 min 15 s   | 3 h 06 min 36 s |
| 4        | 9 h 06 min 57 s | Rachel Joyce         | Grande-Bretagne | 53 min 56 s     | 2 min 00 s   | 4 h 58 min 56 s | 2 min 11 s   | 3 h 09 min 54 s |
| 5        | 9 h 07 min 32 s | Caroline Steffen     | Suisse          | 57 min 15 s     | 1 min 54 s   | 4 h 50 min 26 s | 2 min 40 s   | 3 h 15 min 17 s |
| 6        | 9 h 15 min 00 s | Karin Thürig         | Suisse          | 1 h 12 min 19 s | 2 min 13 s   | 4 h 44 min 19 s | 2 min 38 s   | 3 h 13 min 31 s |
| 7        | 9 h 15 min 17 s | Sonja Tajsich        | Allemagne       | 1 h 06 min 57 s | 1 min 57 s   | 4 h 58 min 55 s | 2 min 42 s   | 3 h 04 min 46 s |
| 8        | 9 h 17 min 56 s | Heather Wurtele      | Canada          | 58 min 43 s     | 2 min 13 s   | 4 h 59 min 10 s | 2 min 21 s   | 3 h 15 min 29 s |
| 9        | 9 h 18 min 11 s | Caitlin Snow         | États-Unis      | 58 min 47 s     | 2 min 13 s   | 5 h 20 min 57 s | 2 min 24 s   | 2 h 53 min 50 s |
| 10       | 9 h 19 min 52 s | Virginia Berasategui | Espagne         | 58 min 44 s     | 2 min 25 s   | 5 h 03 min 30 s | 2 min 23 s   | 3 h 12 min 50 s |
| Source : |                 |                      |                 |                 |              |                 |              |                 |